# Santa María Tlalixtac
Santa María Tlalixtac là một đô thị thuộc bang Oaxaca, México. Năm 2005, dân số của đô thị này là 1568 người.